# Al-Minya-Universität
Die Al-Minya-Universität (arabisch جامعة المنيا, DMG Ǧāmiʿat al-Minyā; umgangssprachlich auch Minia genannt) wurde 1976 per republikanischem Dekret Nr. (93) in Minia gegründet und von der Universität Assiut getrennt. Der Campus liegt nördlich von Minia. Ihr Wahrzeichen ist die Nofretete-Büste.

## Logo der Universität
Das Bild der Pharaonin Nofretete wurde als Logo für die Universität gewählt. Die Büste der Nofretete ist aufgrund ihrer historischen und ideologischen Rolle, die sie in der Geschichte des alten Ägypten spielte, auch der Slogan des Gouvernements Minya. Die Büste wurde in der Region Tel Amarna, südlich des Gouvernements Minya, gefunden.

## Fakultäten
Die Al-Minya-Universität hat 17 Fakultäten. Diese sind:
- Fakultät für Landwirtschaft
- Fakultät für Bildungswissenschaften
- Fakultät der Naturwissenschaften
- Fakultät der Künste
- Fakultät der schönen Künste
- Fakultät für Ingenieurwissenschaften
- Fakultät der Medizin
- Fakultät für Sportpädagogik
- Fakultät für Zahnmedizin
- Fakultät für Dar Al-Uloom (islamische Lehren)
- Fakultät der Pflege
- Fakultät für Tourismus und Hotels
- Fakultät der Al-Alsun (Sprachen)
- Fakultät für Pharmazie
- Fakultät der Informatik
- Fakultät für Spezialbildung
- Fakultät für Erziehungswissenschaften